# Ece Erken
Ece Erken (* 11. Mai 1978 in Çorlu) ist eine türkische Schauspielerin, Hörfunk- und Fernsehmoderatorin.

## Leben und Karriere
Erken wurde am 11. Mai 1978 in Çorlu geboren. Sie ging an die Beşiktaş Atatürk Anadolu Lisesi in Istanbul. Ihr Debüt gab sie 1999 in der Fernsehserie Nilgün, wo sie die Hauptrolle spielte. Ihre nächste Hauptrolle bekam sie 2002 in Aşk ve Gurur. Danach arbeitete Erken als Moderatorin bei verschiedenen Hörfunk- und Fernsehsendern wie BRT, Radyo Vizyon, Radyo Genç, Kral TV, Metropol FM, Alem FM, Show Radyo, Radyo Viva, Star TV, Fox TV, Kanal 6, Number 1 TV, Kanal 1 und TRT 1. 2007 heiratete sie Tuncer Öztarhan. Das Paar ließ sich 2009 scheiden. 2009 heiratete sie dann Serkan Uçar. Die Ehe ging nur ein Jahr.

## Moderation

### Ehemalig
- 2008: Mavi Şeker, ATV (Türkei)
- 2009: En Beyaz Geceler, ATV
- 2010: Aç Aç Kazan, FOX Türkiye
- 2011: Hayata Gülerken, KanalTürk
- 2014: Tatlım Benim, Beyaz TV
- 2017: İyi Fikir, TRT 1
- 2018: Söylemezsem Olmaz, Beyaz TV

## Filmografie
- 1999: Nilgün
- 2002: Aşk ve Gurur
- 2003: Lise Defteri